# Younès Essalhi
Younès Essalhi (ur. 20 lutego 1993) – marokański lekkoatleta specjalizujący się w biegach długodystansowych.
Czwarty zawodnik biegu na 5000 metrów podczas mistrzostw świata juniorów w Barcelonie (2012). Rok później był drugi na mecie podczas igrzysk frankofońskich, jednakże w 2016, po dyskwalifikacji pierwszego wówczas na mecie Othmane El Goumriego, zdobył złoty medal tej imprezy. Nie ukończył eliminacyjnego biegu na 5000 metrów podczas mistrzostw świata w 2015. Rok później był czwarty w biegu na 1500 metrów na mistrzostwach Afryki oraz bez awansu do finału startował na igrzyskach olimpijskich w Rio de Janeiro. W 2017 zdobył złoty medal igrzysk solidarności islamskiej.
Złoty medalista mistrzostw Maroka.

## Osiągnięcia
| Rok  | Impreza                          | Miejsce        | Konkurencja         | Pozycja    | Wynik    |
| ---- | -------------------------------- | -------------- | ------------------- | ---------- | -------- |
| 2012 | Mistrzostwa świata juniorów      | Barcelona      | bieg na 5000 metrów | 4. miejsce | 13:41,69 |
| 2013 | Igrzyska frankofońskie           | Nicea          | bieg na 5000 metrów | 1. miejsce | 13:49,36 |
| 2015 | Mistrzostwa świata               | Pekin          | bieg na 5000 metrów | eliminacje | DNF      |
| 2016 | Mistrzostwa Afryki               | Durban         | bieg na 1500 metrów | 4. miejsce | 3:41,34  |
| 2016 | Igrzyska olimpijskie             | Rio de Janeiro | bieg na 5000 metrów | eliminacje | 13:41,41 |
| 2017 | Igrzyska solidarności islamskiej | Baku           | bieg na 5000 metrów | 1. miejsce | 13:27,64 |
| 2017 | Igrzyska frankofońskie           | Abidżan        | bieg na 5000 metrów | 1. miejsce | 14:11,60 |
| 2018 | Halowe mistrzostwa świata        | Birmingham     | bieg na 3000 metrów | 6. miejsce | 8:16,63  |
| 2018 | Mistrzostwa Afryki               | Asaba          | bieg na 5000 metrów | 7. miejsce | 13:58,64 |

## Rekordy życiowe
- Bieg na 1500 metrów – 3:35,52 (2013)
- Bieg na 3000 metrów – 7:43,20 (2018)
- Bieg na 5000 metrów – 13:16,07 (2013)